# Смирнова, Зинаида Ивановна
Зинаида Ивановна Смирнова (4 октября 1923, Москва — 19 апреля 1991) — советский санинструктор, гвардии старшина медицинской службы, участница Великой Отечественной войны, награждена орденами Ленина (1944), Красного Знамени, медалью имени Флоренс Найтингейл и другими медалями. Почётный гражданин города Бендеры (1974).
В годы Великой Отечественной войны вынесла с поля боя более 600 раненых солдат и офицеров. Была представлена к Званию Героя Советского Союза.

## Биография
Родилась Зинаида Ивановна в городе Москве 4 октября 1923 года, затем в 1937 году с семьёй переехала жить в город Куйбышев. Зинаида Смирнова обучалась в школе, училась на курсах сандружинниц и медсестёр. Когда началась Великая Отечественная война Зинаиде не было ещё восемнадцати лет, с 16 июля 1941 года была зачислена в ряды Красной Армии. Прошла ускоренную подготовку санинструктора и через месяц была отправлена на фронт, участвовала в обороне Смоленска, принимала участие в битве под Москвой, с улиц Сталинграда выносила раненных бойцов и оказывала медицинскую помощь. Затем Зинаида Ивановна Смирнова — санинструктор, гвардии старшина медицинской службы была переведена в 15-ю гвардейскую Краснознаменную стрелковую дивизию. Освобождала Харьков, Кривой Рог и другие города. С 1943 года Зинаида Ивановна является членом ВКП(б).
В апреле 1944 года, во время боевых действий на правом берегу Днестра в районе села Варница Смирнова из станкового пулемёта уничтожила 20 немецких солдат и офицеров и вынесла с поля боя более 20 раненых советских солдат и офицеров. За подвиг, совершённый на Варницком плацдарме была награждена орденом Ленина. 
Зинаида Ивановна Смирнова вынесла с поля боя более 600 раненых советских солдат и офицеров, получила шесть ранений, в том числе три тяжёлых, и две контузии, лечилась в госпитале. Была награждена орденом Красного Знамени и медалями. После выписки из госпиталя после шестого (третье — тяжёлое) ранения в октябре 1944 года получила документ — инвалид войны. Затем вернулась в город Куйбышев. Зинаида Ивановна окончила институт, работала адвокатом в юридической консультации в городе Ставрополе Куйбышевской области.
В 1971 году была награждена медалью имени Флоренс Найтингейл, в 1974 году Смирновой Зинаиде Ивановне было присвоено почётное звание — почётный гражданин города Бендеры.

## Награды
- орден Ленина (13.09.1944)
- орден Красного Знамени (20.09.1943)
- орден Отечественной войны II степени (11.03.1985)
- медали
- медаль имени Флоренс Найтингейл
- Почётный гражданин города Бендеры